# Terratrèmol del Caixmir de 2005
El terratrèmol del Caixmir de 2005 fou un terratrèmol de 7,6 en l'escala de Richter l'epicentre del qual se situà prop de la ciutat de Muzaffarabad, al Caixmir. Succeí a les 08:52:37 (hora local del Caixmir) del 8 d'octubre de 2005.
Segons el govern pakistanès, el terratrèmol causà la mort a 73.338 persones i deixà més de 100.000 ferits. Addicionalment, 1.360 van perdre la vida a Jammu i Caixmir i quatre més a l'Afganistan.
Plantilla:Terratrèmol